# Религия на Сейшельских Островах
Религия на Сейшельских островах — совокупность религиозных верований, присущих народам страны. Преобладающей религией на Сейшелах является христианство.
Сейшельские острова — светское государство, без официальной религии. Тем не менее, атеистами себя считают около 1 % населения. Преобладает же христианство, которое исповедует около 90 % (76 % — католики, 6 % — англикане). Другие религии представлены индуизмом (2,4 %) и исламом (1,6 %). Религиозный состав резко отличается от других островных государств Индийского океана, практически полностью мусульманских Комор, Мальдив и Занзибара, а также Маврикия со значительной долей мусульман.
Свобода религии на Сейшелах оценивается Freedom House как высшая (4 из 4).

## Галерея
- Кафедральный собор в Виктории
- Индуистский храм
- Сейшельская мечеть
- Церковь Франциска Ассизского в Бо Лазаре